# Leif Blomberg
Leif Blomberg (ur. 15 lutego 1941 w Enköping, zm. 2 marca 1998 w Göteborgu) – szwedzki polityk i działacz związkowy, w latach 1994–1998 minister.

## Życiorys
Ukończył szkołę ośmioklasową, po czym podjął pracę w przedsiębiorstwie Bahco w rodzinnej miejscowości. Od 1965 był etatowym działaczem związkowym, w latach 1983–1993 przewodniczył Svenska Metallindustriarbetareförbundet, związkowy zawodowemu pracowników branży metalowej.
W 1993 został etatowym pracownikiem Szwedzkiej Socjaldemokratycznej Partii Robotniczej, a także dołączył do władz wykonawczych tego ugrupowania. W 1994 powołany w skład rządu Ingvara Carlssona jako minister odpowiedzialny za sprawy migracji. W 1996 nowy premier Göran Persson powierzył mu stanowisko ministra do spraw integracji i sportu.
26 lutego 1998 wystąpił na poświęconej ochronie środowiska konferencji Rady Nordyckiej. Tego samego dnia doznał krwotocznego udaru mózgu. Zmarł cztery dni później w szpitalu w Göteborgu.